# Маух, Карл
Карл Маух (Karl Mauch, 1837—1875) — немецкий исследователь Африки и картограф.

## Биография
В 1863 году отправился в южную Африку, откуда в 1866—1867 гг. совершил два путешествия в северную часть, в области между Лимпопо и Замбези. В последнем путешествии он открыл золотые россыпи в стране Машона.
В 1868 году Маух предпринял третье путешествие на север, прошёл по восточной части Трансваальской республики, переправился через Лимпопо и, следуя по верхнему течению её притока Бубье, достиг миссионерской станции Иньяти, в стране Матабеле. 27 июля 1868 он открыл следы золотых рудников на берегу Тати, которые он принял за копи царя Соломона. Из последнего пункта он совершил экспедицию на север к реке Умниати (1869). Карта этих трёх больших путешествий Мауха напечатана в «Mittheilungen aus Justus Perthes’ geographischer Anstalt» (1870), где он с 1866 года помещал все свои письма и сообщения, что вызвало золотую лихорадку в регионе.
В 1871 году он вновь совершил путешествие в северную область, которое посвятил объединению родной Германии, и 5 сентября 1871 приступил к раскопкам древнего города Большого Зимбабве, которые принял за город царя Соломона, построенный финикийцами. Его проводником был охотник и настоящий первооткрыватель этого места Адам Рендер.
В 1872 году Маух достиг Зены на берегу Замбези, но болезнь печени заставила его вернуться в Европу, где он не смог найти средств для лечения и, мучимый болями, возможно сам выкинулся из окна гостиницы, сломал позвоночник и вскоре умер в больнице (1875), всеми забытый.

## Публикации
Обзор своих путешествий он дал в № 37 дополнений к «Mittheilungen aus Justus Perthes’ geographischer Anstalt» (Гота, 1874).

## Отражение в культуре
Теме золотых приисков царя Соломона посвящён популярный роман Хаггарда «Копи царя Соломона» (1885).